# Thiết chế xã hội
Thiết chế xã hội là tập hợp các vị thế và vai trò có chủ định nhằm thỏa mãn nhu cầu xã hội quan trọng. Đây là khái niệm quan trọng và được dùng rộng rãi trong xã hội học. Cũng giống như nhiều khái niệm khác của xã hội học, nội hàm của thiết chế xã hội cũng chưa được xác định một cách rõ ràng. Sự nhầm lẫn phổ biến nhất là việc đồng nhất thiết chế xã hội với một nhóm thực, tổ chức thực nào đó. Lý do của sự nhầm lẫn này là mặc dù khái niệm thiết chế xã hội rất trừu tượng, nhưng bản thân thiết chế lại hữu hình (tương tự như nhóm xã hội, tổ chức xã hội).
Thực chất nhóm xã hội, tổ chức xã hội là một tập hợp người được liên kết với nhau bởi các dạng quan hệ xã hội. Các quan hệ xã hội này được hình thành từ những tương tác thường xuyên, ổn định, lâu dài, có định hướng. Trong quá trình tương tác này các khuôn mẫu hành vi, vai trò được thiết kế hóa, tức là biến thành các thiết chế. Như vậy các nhóm, các tổ chức hay bản thân từng cá nhân chỉ là như những tập hợp người thực hiện các thiết chế mà thôi, chứ không phải là chính thiết chế.
Nhà xã hội học người Mỹ J. Fichter cho rằng, thiết chế xã hội chính là một đoạn của văn hóa đã được khuôn mẫu hóa. Những khuôn mẫu tác phong của nền văn hóa đó được xã hội đồng tình, khuyến khích sẽ có xu hướng trở thành các mô hình hành vi được mong đợi - các vai trò. Do đó, thiết chế xã hội là một tập hợp các khuôn mẫu tác phong được đa số chấp nhận (các vai trò) nhằm thỏa mãn một nhu cầu cơ bản của nhóm xã hội.

## Nguyên nhân tạo ra thiết chế xã hội
Các nhà xã hội học đều cho rằng thiết chế xã hội nảy sinh, tồn tại và phát triển là do nó đáp ứng nhu cầu xã hội. Nhu cầu xã hội là nguyên nhân hình thành, đồng thời nó cũng là mục đích tồn tại của thiết chế xã hội. Tất cả mọi xã hội bao giờ cũng có những nhu cầu cơ bản, mà việc thỏa mãn chúng có ý nghĩa sống còn đối với sự tồn tại của bản thân xã hội. Các nhu cầu xã hội cơ bản như sau:
1. Giao tiếp giữa các thành viên;
2. Sản xuất và sản phẩm dịch vụ;
3. Phân phối các sản phẩm và dịch vụ hàng hóa;
4. Bảo vệ các thành viên khỏi tác động của thiên nhiên, bệnh tật và nguy hiểm khác
5. Thay thế các thành viên (cả tái sinh sản sinh học) và thay thế văn hóa thông qua quá trình xã hội hóa;
6. Kiểm soát hành vi của các thành viên.

Những cố gắng được tổ chức lại nhằm thỏa mãn các nhu cầu đó chính là các thiết chế cơ bản.

## Đặc trưng của thiết chế xã hội
Mỗi thiết chế đều có mục đích nhằm thỏa mãn những nhu cầu xã hội. Sự nảy sinh thiết chế xã hội là do điều kiện khách quan nhất định, biểu hiện ở tính thống nhất với cơ sở kinh tế - xã hội. Bản thân của thiết chế xã hội có sự độc lập tương đối và có tác động trở lại đối với cơ sở kinh tế - xã hội. Tính không hiệu quả của các thiết chế xã hội, sự tác động không hài hòa của chúng, việc chúng không có khả năng tổ chức các lợi ích xã hội, không thu xếp được một cách đúng theo trật tự sự vận hành của các mối liên hệ xã hội là dấu hiệu nói lên sự khủng hoảng của xã hội. Để khắc phục tình trạng này, cần phải cải tiến cơ bản bản thân các phương thức và cơ chế hoạt động của chúng.
Thiết chế xã hội được tổ chức thành cơ cấu. Các yếu tố tạo thành thiết chế xã hội có khuynh hướng kết hợp lại với nhau và hỗ trợ lẫn nhau. Khi thiết chế xã hội càng phức tạp, thì xã hội càng phát triển, và như vậy nó xác định vị trí, vai trò của cá nhân càng rõ ràng. Mỗi một thiết chế xã hội có một đối tượng riêng để hướng tới phục vụ, nhằm đáp ứng các nhu cầu xã hội chuyên biệt liên quan tới đối tượng. Để đạt được điều đó mỗi thiết chế lại có một chức năng. Mỗi một thiết chế tự nó được cấu trúc ở mức cao và được tổ chức xung quanh hệ thống các giá trị, chuẩn mực, quy tắc, khuôn mẫu đã được xã hội thừa nhận.

## Chức năng của thiết chế xã hội
Chức năng cơ bản
1. Điều hòa xã hội;
2. Kiểm soát xã hội.

Các chức năng của các thiết chế xã hội được thực hiện thông qua các nhiệm vụ:
- Thiết chế xã hội vốn là những mô hình hành vi được đa số thừa nhận là chuẩn và thực hiện theo, do đó các cá nhân sẽ không mất thời gian để suy tính, đắn đo xem cách thức hành động đó là đúng hay sai để thực hiện hay không thực hiện. Nói cách khác, thiết chế đã đơn giản hóa tác phong hành động, lề lối tư duy của cá nhân. Mọi thành viên hành động theo thiết chế một cách tự động hóa.
- Thiết chế xã hội cũng là tập hợp các vai trò đã được chuẩn hóa - Đó chính là các vai trò mà mọi cá nhân cần phải học để thực hiện thông qua quá trình xã hội hóa. Nghĩa là, thiết chế cung cấp cho cá nhân những vai trò có sẵn. Ví dụ, thiết chế gia đình cung cấp cho cá nhân những vai trò bố mẹ, con cái,...; thiết chế giáo dục cung cấp cho cá nhân các vai trò thầy, học sinh,... chứ không phải do cá nhân sáng tạo nên các vai trò này.

Thiết chế xã hội là yếu tố phối hợp và ổn định cho toàn thể nền văn hóa. Nhìn chung, cá nhân ít khi hành động ngược lại các thiết chế; bởi lẽ, cung cách tư duy và phong cách hành động đã được thiết chế hóa có ý nghĩa quan trọng đối với con người. Thiết chế mang lại cảm giác yên tâm và an toàn cho các thành viên tuân thủ nó, vì nó chính là cái mà xã hội cho là đúng, là chuẩn - thực hiện theo nó tức là thực hiện theo đám đông, chỉ những thành viên không thực hiện mới cảm thấy bất an vì bị xã hội lên án. ví dụ, đại đa số "trai lớn lấy vợ, gái lớn gả chồng" là việc làm hết sức bình thường - đó là một thiết chế.
Thiết chế xã hội luôn bao gồm những mong đợi của xã hội. Nhờ có những mong đợi này của thiết chế mà cá nhân biết được mình sẽ phải hành động và suy nghĩ thế nào trước những người khác. Trường hợp thiết chế xã hội thực hiện các chức năng điều hòa và kiểm soát xã hội không đúng cách thức có thể dẫn đến các tác động tiêu cực đối với xã hội - khi sự điều hòa và đặc biệt là, sự kiểm soát của thiết chế quá mạnh sẽ triệt tiêu mọi sự sáng tạo của cá nhân, đồng thời thiết chế sẽ mang tính bảo thủ. Tính bảo thủ này thể hiện ở chỗ nó cố gắng duy trì những khuôn mẫu tác phong đã lạc hậu, lỗi thời. Các thiết chế này sẽ cản trở sự tiến bộ của xã hội. Nhưng, khi sự kiểm soát và điều chỉnh các quan hệ xã hội quá yếu của thiết chế có thể dẫn tới tình trạng các cá nhân, nhóm xã hội không thực hiện tốt vai trò, thậm chí trốn tránh trách nhiệm của mình. Kết quả là hoạt động từng phần hoặc toàn bộ xã hội bị đình trệ.
Giữa các thiết chế đôi khi có xảy ra sự di chuyển chức năng. Sự di chuyển đó xảy ra khi xuất hiện một trong hai hoặc cả hai điều kiện sau:
1. Thiết chế không đáp ứng được nhu cầu;
2. Các thiết chế đều có khả năng đáp ứng được yêu cầu, nhưng một trong số đó nổi trội hơn, có khả năng đáp ứng ở mức cao hơn so với các thiết chế khác.

## Các loại thiết chế xã hội
Căn cứ để phân loại
- Tính phổ quát của thiết chế;
- Sự cần thiết của thiết chế;
- Tầm quan trọng của thiết chế.

Căn cứ vào ba đặc điểm trên, các nhà xã hội học chia các thiết chế xã hội thành hai loại:
1. Thiết chế chủ yếu - thiết chế cần thiết nhất cho xã hội và được coi là quan trọng nhất cho lợi ích cá nhân và xã hội, và bao gồm các thiết chế sau:
  - Thiết chế gia đình;
  - Thiết chế giáo dục;
  - Thiết chế kinh tế;
  - Thiết chế chính trị;
  - Thiết chế tôn giáo.
2. Thiết chế phụ thuộc - những thiết chế nhỏ bé và khác biệt nhau, nằm trong thiết chế chủ yếu.